# Marina Zitting
Marina Zitting, född 1966, är en finländsk konstnär verksam i Helsingfors. Hon studerade vid Bildkonstakademin i Helsingfors och vid L'Escola Massana i Barcelona. Hon är representerad genom sina verk i bland annat Finlands Nationalgalleris, Nordeas och Pro Artibus samlingar.
Hennes expressiva och ofta nonfigurativa oljemålningar präglas av en säker kolorit och ett både lyriskt och dramatiskt bildspråk.